# اودرنکی
اودرنکی (به لهستانی:  Odrynki) یک روستا در لهستان است که در گمینا نارو واقع شده‌است.